# Maçonniek Weekblad
Het Maçonniek Weekblad was een Nederlands tijdschrift dat verscheen tussen 1852 en 1920. Het blad werd aanvankelijk opgericht als een particulier initiatief door de Utrechtse drukker en vrijmetselaar J.G. Andriessen en groeide uit tot een toonaangevend publicatie binnen de Nederlandse vrijmetselarij.

## Geschiedenis en inhoud
Het Maçonniek Weekblad werd in eerste instantie ook toegankelijk gemaakt voor niet-vrijmetselaren, maar na enkele maanden werd de verspreiding beperkt tot leden van het Grootoosten der Nederlanden. Het tijdschrift speelde een belangrijke rol in het verspreiden van maçonnieke kennis en ideeën onder Nederlandse vrijmetselaars en bevatte onder meer vertalingen uit buitenlandse maçonnieke tijdschriften, met name uit de Duitse Freimaurer Zeitung.
Naast deze vertalingen publiceerde het blad ook verslagen van rouwloges, jubilea en liefdadigheidsactiviteiten. Vanaf de jaren 1860 begon het Maçonniek Weekblad steeds vaker originele artikelen van vaste auteurs te publiceren, waardoor het uitgroeide tot een volwassen Nederlands vrijmetselaarsblad.

## Betekenis en invloed
Het Maçonniek Weekblad was tot ver in de jaren 1880 feitelijk het enige maçonnieke tijdschrift in Nederland en had een belangrijke informerende en opiniërende functie binnen de Orde van Vrijmetselaren. Het tijdschrift bood een platform voor discussies en inzichten over vrijmetselarij en haar maatschappelijke rol in de negentiende eeuw. Hoewel er later andere tijdschriften verschenen, zoals L’Union Fraternelle en het Weekblad voor Vrijmetselaars, bleef het Maçonniek Weekblad een van de invloedrijkste en langstlopende publicaties binnen de Nederlandse vrijmetselarij.